# Fredede bygninger i Lejre Kommune
Denne liste over fredede bygninger i Lejre Kommune viser alle fredede bygninger i Lejre Kommune, bortset fra kirker. Listen bygger på data fra Kulturarvsstyrelsen.
| Sagsnavn                   | Komplekstype | Opførelsesår | Adresse                                 | Koordinater                                   | Fredningsår (1. fredning) | ID (Link til Kulturarv.dk) | Billede     |
| -------------------------- | ------------ | ------------ | --------------------------------------- | --------------------------------------------- | ------------------------- | -------------------------- | ----------- |
| Dellinge Vandmølle         |              | 1777         | Dellingevej 3, 4320 Lejre               | 55°36′02″N 11°56′50″Ø / 55.60051°N 11.94714°Ø |                           | 350-8774-1                 | Upload foto |
| Dellinge Vandmølle         |              | 1877         | Dellingevej 3, 4320 Lejre               | 55°36′02″N 11°56′50″Ø / 55.60051°N 11.94714°Ø |                           | 350-8774-2                 | Upload foto |
| Egholm                     |              | 1842         | Trehøjevej 45, 4070 Kirke Hyllinge      | 55°43′58″N 11°54′45″Ø / 55.73289°N 11.91241°Ø |                           | 350-4206-15                | Upload foto |
| Egholm                     |              | 1877         | Trehøjevej 45, 4070 Kirke Hyllinge      | 55°43′58″N 11°54′45″Ø / 55.73289°N 11.91241°Ø |                           | 350-4206-18                | Upload foto |
| Egholm                     |              | 1877         | Trehøjevej 45, 4070 Kirke Hyllinge      | 55°43′58″N 11°54′45″Ø / 55.73289°N 11.91241°Ø |                           | 350-4206-19                | Upload foto |
| Egholm                     |              | 1877         | Trehøjevej 45, 4070 Kirke Hyllinge      | 55°43′58″N 11°54′45″Ø / 55.73289°N 11.91241°Ø |                           | 350-4206-20                | Upload foto |
| Egholm                     |              | 1842         | Trehøjevej 45, 4070 Kirke Hyllinge      | 55°43′58″N 11°54′45″Ø / 55.73289°N 11.91241°Ø |                           | 350-4206-22                | Upload foto |
| Frihedsstøtten, Kirke Såby |              |              | Landevejen 105, 4060 Kirke Såby         | 55°38′41″N 11°52′00″Ø / 55.64486°N 11.86665°Ø |                           | 350--1--1                  | Upload foto |
| Gershøjvej 110-112         |              | 1777         | Gershøjvej 110, 4070 Kirke Hyllinge     | 55°43′06″N 11°58′39″Ø / 55.71832°N 11.97763°Ø |                           | 350-1326-1                 | Upload foto |
| Gershøjvej 110-112         |              | 1650         | Gershøjvej 112, 4070 Kirke Hyllinge     | 55°43′06″N 11°58′37″Ø / 55.71833°N 11.97702°Ø |                           | 350-1329-1                 | Upload foto |
| Granitbroer ved Ledreborg  | Granitbro    |              | Ledreborg Alle 2A, 4320 Lejre           | 55°36′40″N 11°58′38″Ø / 55.61118°N 11.97711°Ø |                           | 350-10008--2               | Upload foto |
| Granitbroer ved Ledreborg  | Granitbro    |              | Ledreborg Alle 2A, 4320 Lejre           | 55°36′40″N 11°58′38″Ø / 55.61118°N 11.97711°Ø |                           | 350-10008--1               | Upload foto |
| Hallisgård                 |              | 1800         | Ravnshøjvej 40, 4000 Roskilde           | 55°37′53″N 11°58′50″Ø / 55.63127°N 11.98061°Ø |                           | 350-10523-1                | Upload foto |
| Hallisgård                 |              | 1800         | Ravnshøjvej 40, 4000 Roskilde           | 55°37′53″N 11°58′50″Ø / 55.63127°N 11.98061°Ø |                           | 350-10523-2                | Upload foto |
| Hule Møllegård             |              | 1877         | Kisserupvej 5, 4320 Lejre               | 55°35′43″N 11°56′00″Ø / 55.59540°N 11.93327°Ø |                           | 350-9873-2                 | Upload foto |
| Hyrdehuset                 |              | 1825         | Hornsherredvej 314, 4070 Kirke Hyllinge | 55°41′20″N 11°57′02″Ø / 55.68886°N 11.95063°Ø |                           | 350-1822-1                 | Upload foto |
| Kongsgården                |              | 1700         | Orehøjvej 12, 4320 Lejre                | 55°37′02″N 11°58′11″Ø / 55.61709°N 11.96973°Ø |                           | 350-11662-1                | Upload foto |
| Kongsgården                |              | 1700         | Orehøjvej 12, 4320 Lejre                | 55°37′02″N 11°58′11″Ø / 55.61709°N 11.96973°Ø |                           | 350-11662-2                | Upload foto |
| Ledreborg                  |              | 1799         | Ledreborg Alle 2A, 4320 Lejre           | 55°36′40″N 11°58′38″Ø / 55.61118°N 11.97711°Ø |                           | 350-10008-18               | Upload foto |
| Ledreborg                  |              | 1740         | Ledreborg Alle 2A, 4320 Lejre           | 55°36′40″N 11°58′38″Ø / 55.61118°N 11.97711°Ø |                           | 350-10008-19               | Upload foto |
| Ledreborg                  |              | 1740         | Ledreborg Alle 2A, 4320 Lejre           | 55°36′40″N 11°58′38″Ø / 55.61118°N 11.97711°Ø |                           | 350-10008-21               | Upload foto |
| Ledreborg                  |              | 1740         | Ledreborg Alle 2A, 4320 Lejre           | 55°36′40″N 11°58′38″Ø / 55.61118°N 11.97711°Ø |                           | 350-10008-22               | Upload foto |
| Ledreborg                  |              | 1740         | Ledreborg Alle 2B, 4320 Lejre           | 55°36′23″N 11°57′03″Ø / 55.60627°N 11.95097°Ø |                           | 350-10008-13               | Upload foto |
| Ledreborg                  |              | 1740         | Ledreborg Alle 2E, 4320 Lejre           | 55°36′20″N 11°56′56″Ø / 55.60551°N 11.94898°Ø |                           | 350-10008-20               | Upload foto |
| Lindholm                   |              | 1730         | Abbetvedvej 2A, 4000 Roskilde           | 55°38′19″N 11°56′18″Ø / 55.63848°N 11.93821°Ø |                           | 350-8337-1                 | Upload foto |
| Lindholm                   |              | 1870         | Abbetvedvej 2B, 4000 Roskilde           | 55°38′24″N 11°56′29″Ø / 55.63988°N 11.94144°Ø |                           | 350-8337-2                 | Upload foto |
| Nederste Tadre Mølle       | Vandmølle    | 1760         | Tadre Møllevej 23, 4330 Hvalsø          | 55°36′53″N 11°48′48″Ø / 55.61484°N 11.81322°Ø |                           | 350-6245-3                 | Upload foto |
| Sæby gamle Skole           |              | 1830         | Tingstedet 6, 4070 Kirke Hyllinge       | 55°42′19″N 11°56′40″Ø / 55.70526°N 11.94442°Ø |                           | 350-3721-1                 | Upload foto |
| Sæby Præstegård            |              | 1826         | Hornsherredvej 430, 4070 Kirke Hyllinge | 55°42′17″N 11°56′23″Ø / 55.70480°N 11.93969°Ø |                           | 350-1847-1                 | Upload foto |
| Sæby Præstegård            |              | 1826         | Hornsherredvej 430, 4070 Kirke Hyllinge | 55°42′17″N 11°56′23″Ø / 55.70480°N 11.93969°Ø |                           | 350-1847-2                 | Upload foto |
| Trudsholm                  |              | 1550         | Hvalsøvej 16, 4060 Kirke Såby           | 55°38′47″N 11°50′34″Ø / 55.64649°N 11.84284°Ø |                           | 350-1876-1                 | Upload foto |
| Åstrup                     |              | 1600         | Aastrupvej 63, 4340 Tølløse             | 55°37′14″N 11°48′12″Ø / 55.62057°N 11.80340°Ø |                           | 350-5873-1                 | Upload foto |